# Lavendelsläktet
Lavendelsläktet (Lavandula) är ett växtsläkte inom familjen kransblommiga växter med cirka 28 arter.
Kladogram enligt Catalogue of Life:
| Lavendlar | \| \| Lavandula angustifolia (lavendel) \| \| \| \| \| \| Lavandula intermedia \| \| \| \| \| \| Lavandula latifolia \| \| \| \| \| \| Lavandula stoechas (skärmlavendel) \| \| \| \| |
|           | \| \| Lavandula angustifolia (lavendel) \| \| \| \| \| \| Lavandula intermedia \| \| \| \| \| \| Lavandula latifolia \| \| \| \| \| \| Lavandula stoechas (skärmlavendel) \| \| \| \| |
|           | Lavandula angustifolia (lavendel) |
|           | |
|           | Lavandula intermedia |
|           | |
|           | Lavandula latifolia |
|           | |
|           | Lavandula stoechas (skärmlavendel) |
|           | |

## Bildgalleri

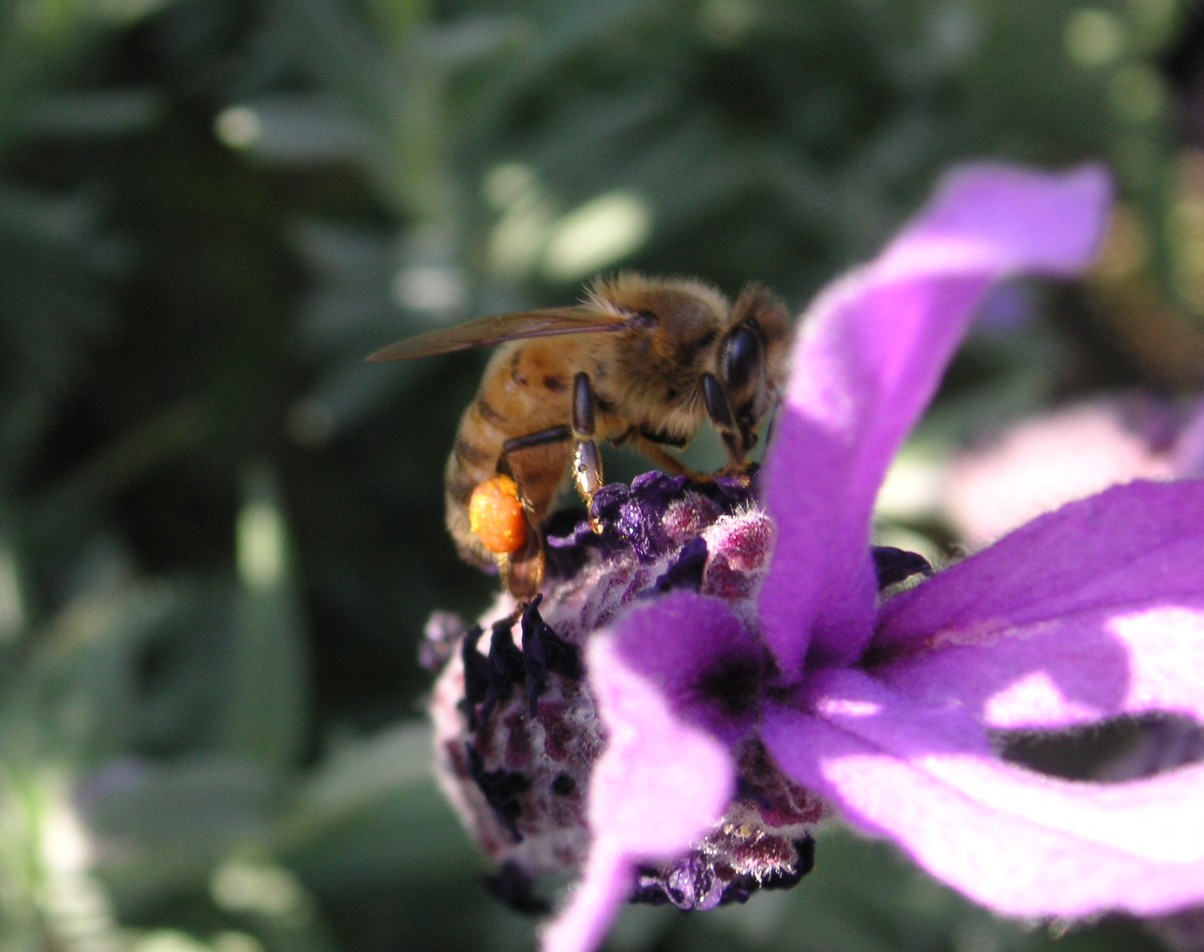
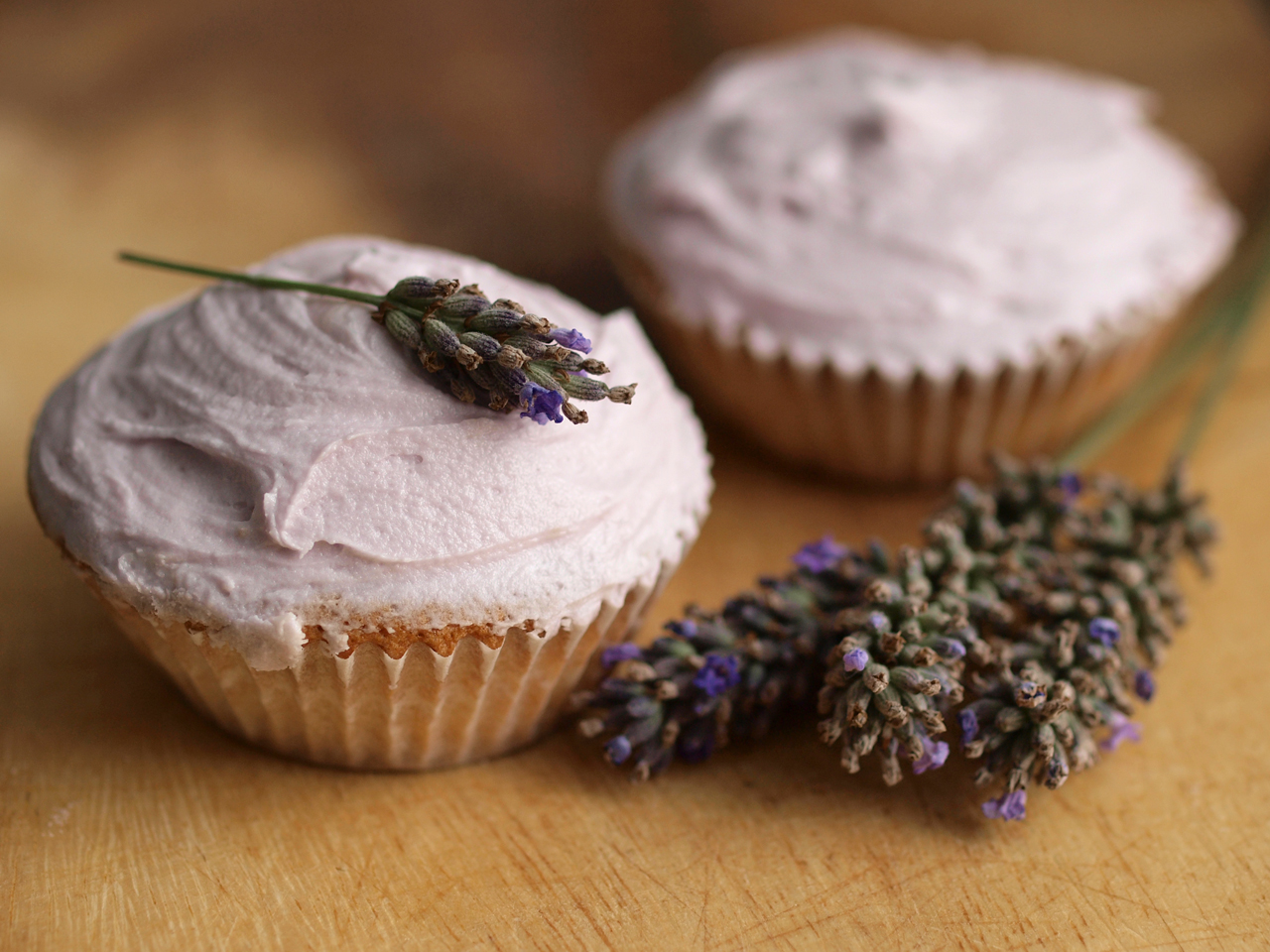
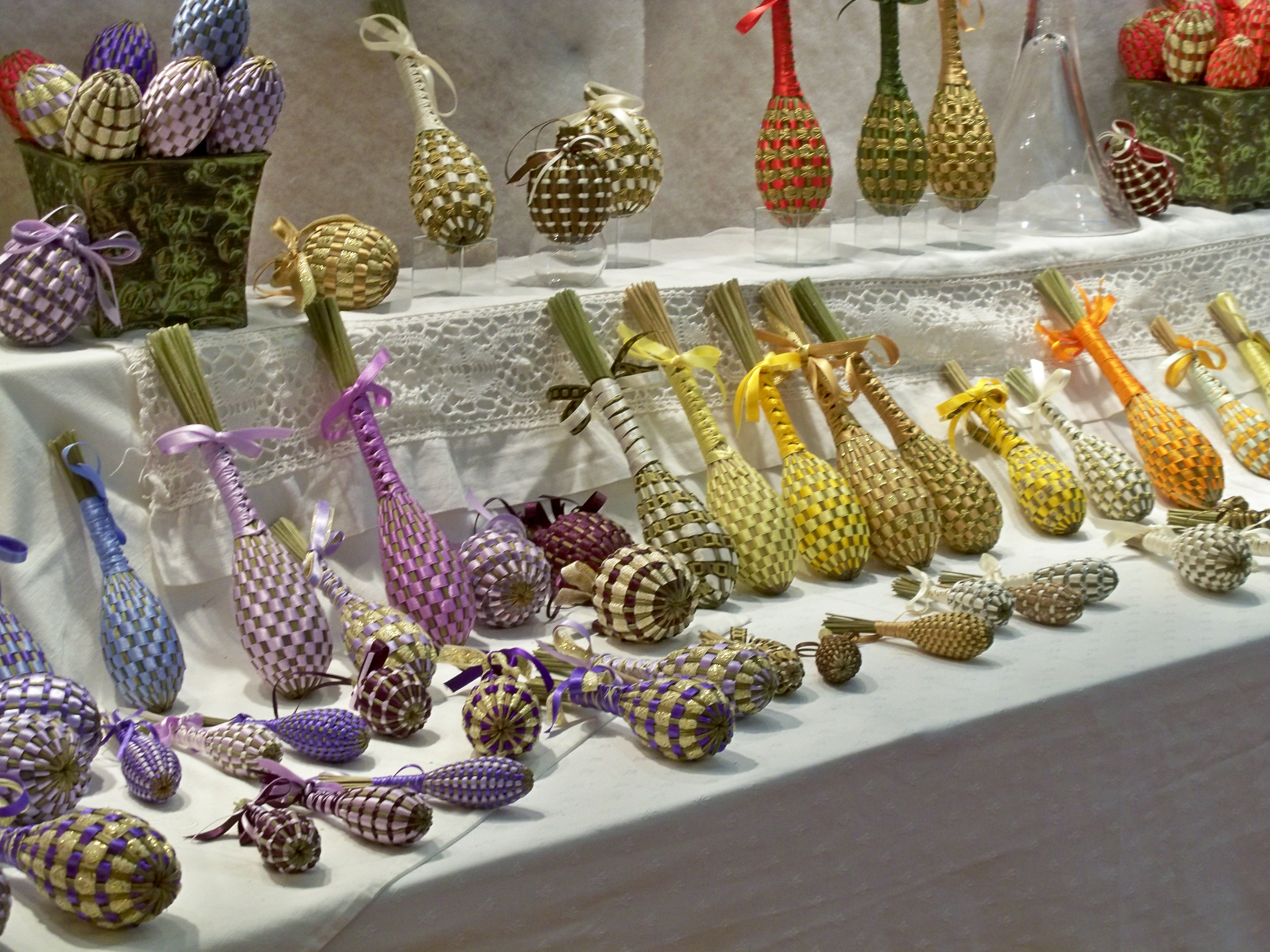
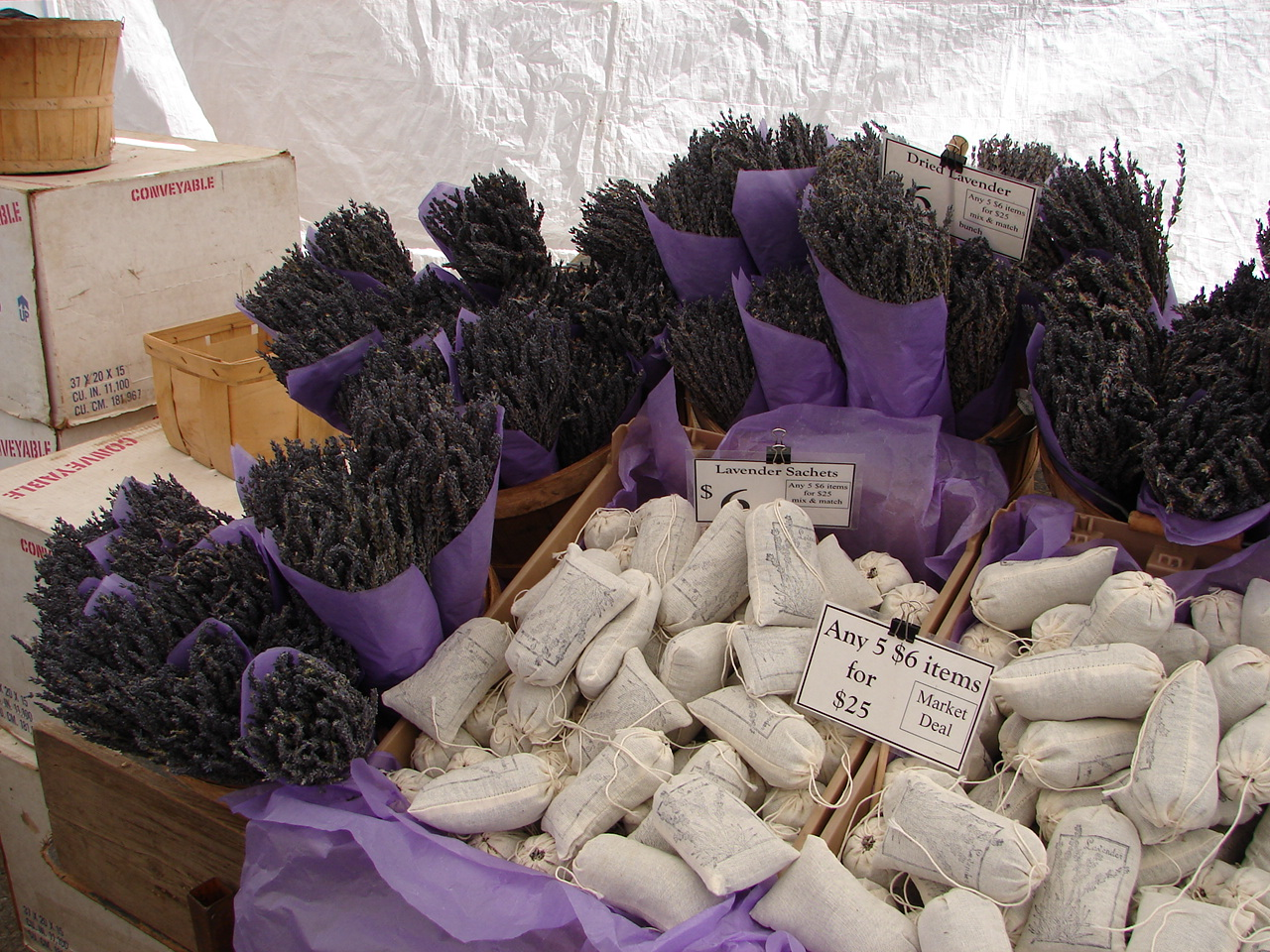
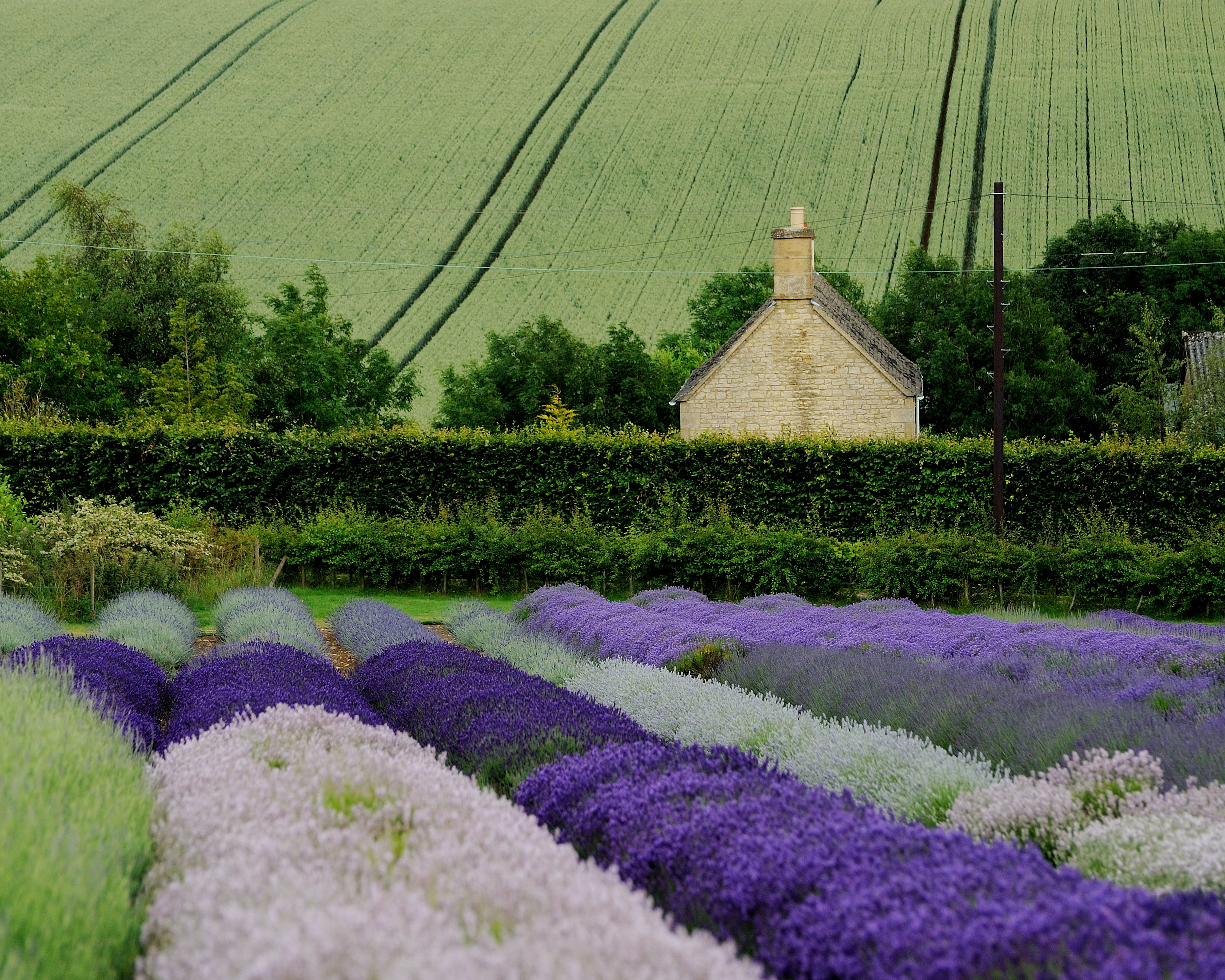
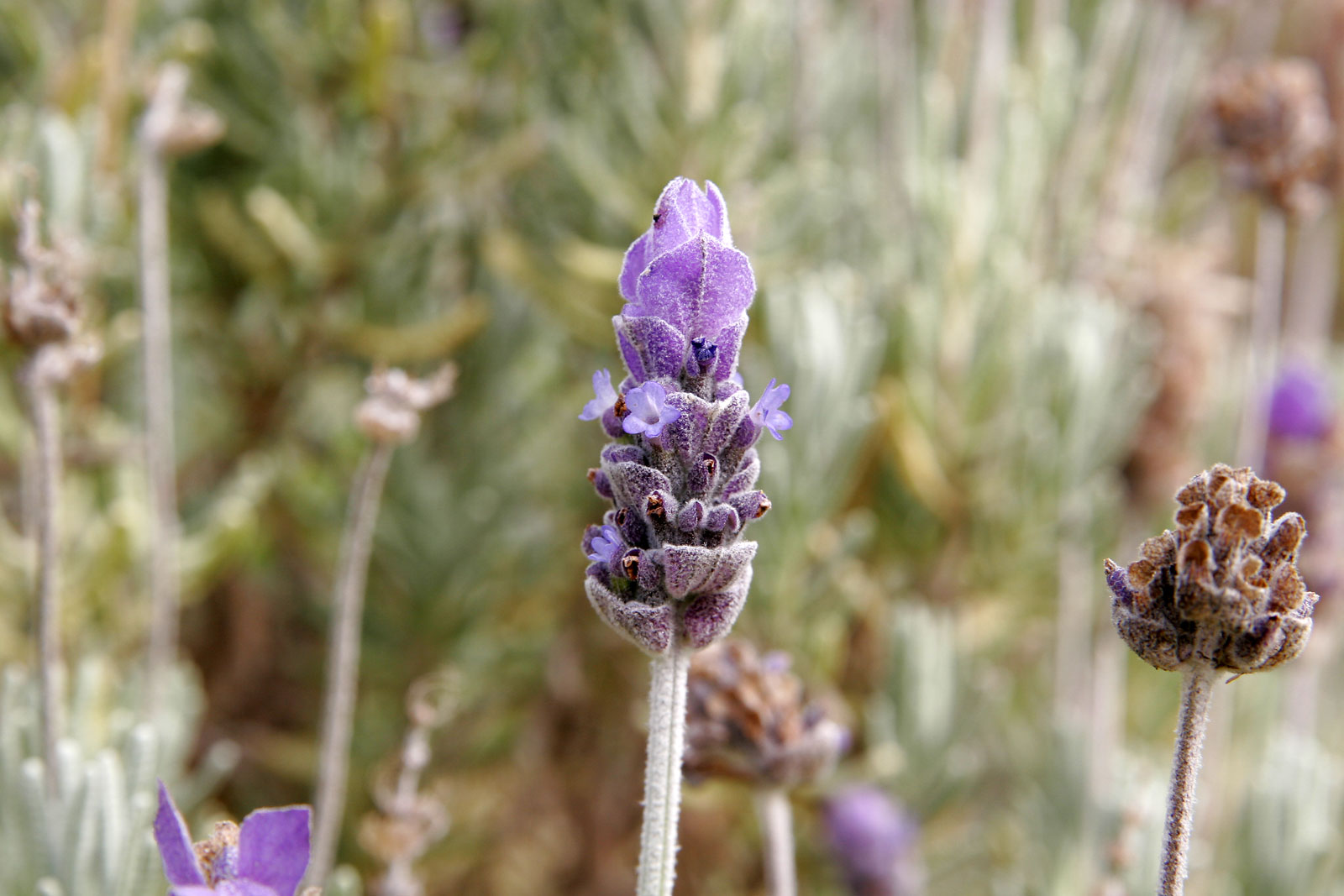